# Дејвид Гефен
Дејвид Лоренс Гефен (енгл. David Lawrence Geffen; Њујорк, 21. фебруар 1943) амерички је предузетник. Основао је дискографску кућу Geffen Records и био један од суоснивача филмског студија DreamWorks Pictures.

## Биографија
Рођен је 21. фебруара 1943. у јеврејској породици у Њујорку. Родитељи су му се упознали у време британског мандата над Палестином и касније се преселили у Сједињене Америчке Државе. Напустио је факултет због дислексије. Отворено подржава Демократску странку, којој је често и финансијски помагао.
Током 1970-их био је у вези са Шер. Гефен јој је помогао да оствари већи степен независности у својој каријери. Своју везу су открили на додели награда Греми. Године 1992. излази из ормара и изјашњава се као хомосексуалац. Током 2023. оженио се Донованом Мајклсом.